# Halvad
Halvad (en guyaratí: હળવદ ) es una ciudad de la India en el distrito de Morvi, estado de Guyarat.

## Geografía
Se encuentra a una altitud de 48 m s. n. m. a 173 km de la capital estatal, Gandhinagar, en la zona horaria UTC +5:30.

## Demografía
Según estimación 2011 contaba con una población de 28 615 habitantes.